# Barkeryd-Forserums församling
Barkeryd-Forserums församling är en församling i Södra Vätterbygdens kontrakt i Växjö stift. Församlingen ingår i Nässjö pastorat och ligger i Nässjö kommun i Jönköpings län.

## Administrativ historik
Församlingen bildades 2010 genom sammanslagning av Barkeryds och Forserums församlingar och utgjorde därefter till 2014 ett eget pastorat. Från 2014 ingår församlingen i Nässjö pastorat.

## Kyrkor
- Barkeryds kyrka
- Forserums kyrka
- Fredriksdals kyrka